# Diores russelli
Diores russelli är en spindelart som beskrevs av Rudy Jocqué 1990. Diores russelli ingår i släktet Diores och familjen Zodariidae.
Artens utbredningsområde är Botswana. Inga underarter finns listade i Catalogue of Life.